# Martinet à nuque blanche
Streptoprocne semicollaris
Espèce
Synonymes
- Acanthylis semicollaris De Saussure, 1859
(protonyme)

Répartition géographique
Statut de conservation UICN

 LC  : Préoccupation mineure
Le Martinet à nuque blanche (Streptoprocne semicollaris) est une espèce d'oiseaux de la famille des Apodidae.

## Répartition
Cet oiseau vit dans l'Ouest et le centre du Mexique, avec un signalement vers la frontière avec le Guatemala.

## Habitat
Il fréquente les paysages sauvages des hautes terres, falaises, cours d'eau, entre 1 500 et 3 000 mètres d'altitude. Très rarement, on peut l'observer jusqu'au niveau de la mer. C'est un oiseau social qui se reproduit en colonies pouvant accueillir jusqu'à 200 individus. La nourriture se compose de diverses sortes d’insectes volants tels que des coléoptères, des abeilles et des fourmis volantes. Il se nourrit souvent en groupe avec d’autres oiseaux de la même colonie, distants de plusieurs kilomètres.
Le nid est généralement une dépression peu profonde dans du sable sec, généralement sans salive ni aucun autre matériau de nidification, placé sur des plateaux rocheux dans des grottes. Là, il pond deux œufs blancs.